# Эра пост-ПК
Эра пост-ПК (англ. Post-PC era, встречаются переводы «Эпоха пост-ПК», «Эра пост-PC») — концепция, предполагающая переход от настольных ПК и ноутбуков к мобильным устройствам, таким как смартфоны и планшеты, а также распространению облачных вычислений и интернета вещей. Это понятие не предполагает полного отказа от настольных ПК и ноутбуков, а лишь вытеснение их из ниши устройств для массового потребителя.

## История
Впервые словосочетание «пост-ПК» (англ. post-PC) было использовано учёным из Массачусетского технологического института Дэвидом Д. Кларком в 1999 году; он принимал во внимание то, что в будущем компьютерные технологии будут «неизбежно гетерогенными» и иметь «сеть полных услуг» (англ. network full of services). Кларк описал мир, в котором всё сможет подключиться к Интернету (в том числе часы и тостеры), вычисления будут в первую очередь осуществляться через информационные устройства и данные будут храниться в облачных сервисах, а не на физических дисках.
Наибольший вклад в популяризацию концепции вложил Стив Джобс. При презентации iPhone в 2007 году, а позже — планшета iPad 2 в 2011 году он характеризовал их как «устройства эры post-PC». Настольные компьютеры Джобс сравнивал с грузовиками в том плане, что как никто не будет пользоваться грузовиком для повседневных поездок, а будет использовать для этого легковой автомобиль, так же никто не будет пользоваться настольным компьютером для повседневных задач, используя для этого мобильный телефон или планшет.

## Описание
Предполагается, что классические универсальные настольные персональные компьютеры (ПК) и классические универсальные ноутбуки с мощными процессорами и с возможностью модернизации, предназначенные для решения широкого спектра информационных задач, со временем на рынке информационных технологий перестанут быть массовым относительно дешёвым продуктом для широкого спектра потребителей, каковыми они часто являлись в 1990-х и 2000-х годах. И в дальнейшем развитии информационных технологий займут узкую нишу которую ранее занимали дорогие «Рабочие станции» (англ. Workstation), и будут использоваться в первую очередь для разработки программного обеспечения, в различных инженерных и креативных профессиях генерирующих контент для потребителей. Что в итоге приведёт к значительному сокращению рынка классических универсальных персональных компьютеров (ПК) и универсальных ноутбуков, — и эта тенденция уже начала просматриваться с середины 2010-х годов и продолжается в начале 2020-х годов.
В 2010-х годах, по мнению некоторых учёных и авторитетных ИТ-аналитиков таких как: Дэвид Д. Кларк, Стив Джобс, Билл Гейтс, Рэй Оззи и других, начала восходить новая эпоха информационных технологий, условно названная «Эрой пост-ПК», тенденции которой с каждым десятилетием всё более будут усиливаться. Предполагается что в эту эпоху массовый потребитель вместо единственного классического универсального швейцарского ножа для обработки информации — каковым является классический универсальный ПК, всё чаще будет пользоваться различными, возможно несколькими, более дешёвыми и часто узкоспециализированными компьютерными устройствами, по простоте интерфейса приближающимися к бытовой технике. Которые могут использоваться в качестве дополнения к ПК, а возможно и в качестве замены ПК, причёт если один гаджет порой не может полностью заменить функционал ПК, то использование нескольких гаджетов с разной специализацией может полностью перекрывать весь функционал универсального ПК, например такие как:
- Мобильные устройства: Смартфоны, Интернет-планшеты, Смартбуки, Chromebook`и.
- Носимые устройства: Умные часы, Умные очки, Очки дополненной реальности, Шлем виртуальной реальности.
- Бытовые устройства: Игровая приставка, Сетевой медиаплеер, Цифровой аудиопроигрыватель, Умная колонка и т. д.

Причём ключевой особенностью «Эры пост-ПК» является остуствие стационарности и не привязанность к конкретному компьютерному устройству, а лёгкость перехода от одного гаджета к другому, что достигается возможностью беспрепятственной синхронизации информации между различными устройствами, массовым использованием интернет-сервисов, распространением облачных вычислений и интернета вещей.
Отмечаются следующие тенденции:
Повсеместность вместо стационарностиВместо компьютера, стоящего на столе будут использоваться компактные устройства, которые можно взять куда угодно.
Простота вместо формальностиДля устройств эпохи пост-ПК не требуется долгой загрузки после включения, они доступны всегда. Не требуются также сложные процедуры обслуживания — устройства сами обновляют ПО и обслуживают файловую систему.
Тесный контакт вместо контакта на вытянутой рукеУстройство находится в кармане, а не стоит на столе.
Физическое взаимодействие вместо абстрактногоСенсорные экраны предполагают воздействие непосредственно с объектом на экране вместо ввода команд с клавиатуры и манипуляции мышью.
Предполагается увеличение роли облачных вычислений а также интернета вещей.

## Критика
К середине 2010-х годов ряд СМИ начал подвергать сомнению существование эры постПК, а само словосочетание «Post-PC» характеризовать как «модное слово». В первую очередь отмечается, что бум продаж мобильных устройств завершился с насыщением рынка, и они так и не смогли вытеснить традиционные ПК. За спадом продаж стационарных ПК и ноутбуков в конце 2010-х последовал резкий рост. Качество программного обеспечения для ПК стало улучшаться, делая взаимодействие с ПК проще. ПК продолжают быть популярными по причине высокой производительности, недоступной для мобильных устройств и необходимой для компьютерных игр AAA-класса; значительно большего удобства для многих видов деятельности, таких как видеомонтаж, разработка программного обеспечения, издательская деятельность и т. д.; расширяемости и кастомизации. В мобильных устройствах компактность устройства и невозможность расширения вступает в противоречие с удобством для конкретной задачи. Использование разного рода док-станций возможно, однако порой док-станции имеют стоимость, сопоставимую со стоимостью недорогого ноутбука, из-за чего теряют смысл для потребителя. Мобильные устройства остаются в первую очередь инструментом потребления некоторых видов контента, а для более сложных задач используются более подходящие инструменты. С другой стороны, в эру веб 2.0 производство контента становится проще, и в него вовлекается всё больше новых пользователей, не являющихся профессионалами. Отмечается также, что зацикленность разработчиков на мобильных и веб-приложениях в конечном счёте вредит тем областям, в которых использование мобильных приложений невозможно.
Компания Microsoft многократно пыталась перенести как опыт использования настольных приложений в мобильные устройства, так и наоборот, но не достигла заметного успеха на этом поприще. Даже у Apple, основного проводника идеи Post-PC, настольные решения остаются более передовыми, чем мобильные: к примеру, после перехода настольных продуктов на Apple silicon мобильные версии приложений могут работать в настольных версиях операционных систем, но не наоборот.
Майкл Суэйн, главный редактор Dr. Dobb’s Journal, критикует само словосочетание «пост-ПК», так как считает, что устройства наподобие смартфонов — это те же компьютеры, правильнее называть их «персональными компьютерами нового поколения, ещё более персональными».